# Rhinosimus depressifrons
Rhinosimus depressifrons là một loài bọ cánh cứng trong họ Salpingidae. Loài này được Nikitsky & Belov miêu tả khoa học năm 1983.